# Kanape Brook
Kanape Brook – rzeka w stanie Nowy Jork, w hrabstwie Ulster, dopływ rzeki Bush Kill. Zarówno długość cieku, jak i powierzchnia zlewni nie zostały oszacowane przez USGS.